# الکساندر رامالینگوم
الکساندر رامالینگوم (انگلیسی: Alexandre Ramalingom؛ زادهٔ ۱۷ مارس ۱۹۹۳) بازیکن فوتبال اهل فرانسه است.
وی همچنین در تیم ملی فوتبال ماداگاسکار بازی کرده‌است.